# Richfield (Minnesota)
Richfield é uma cidade localizada no estado americano do Minnesota, no Condado de Hennepin.

## Demografia
Segundo o censo americano de 2000, a sua população era de 34.439 habitantes.
Em 2006, foi estimada uma população de 33.262, um decréscimo de 1177 (-3.4%).

## Geografia
De acordo com o United States Census Bureau tem uma área de 18,4 km², dos quais 17,9 km² cobertos por terra e 0,5 km² cobertos por água.

## Localidades na vizinhança
O diagrama seguinte representa as localidades num raio de 12 km ao redor de Richfield.